# Saint-Mammès
Saint-Mammès is een gemeente in het Franse departement Seine-et-Marne (regio Île-de-France) en telt 3084 inwoners (1999). De plaats maakt deel uit van het arrondissement Fontainebleau.
In de gemeente ligt het spoorwegstation Saint-Mammès.

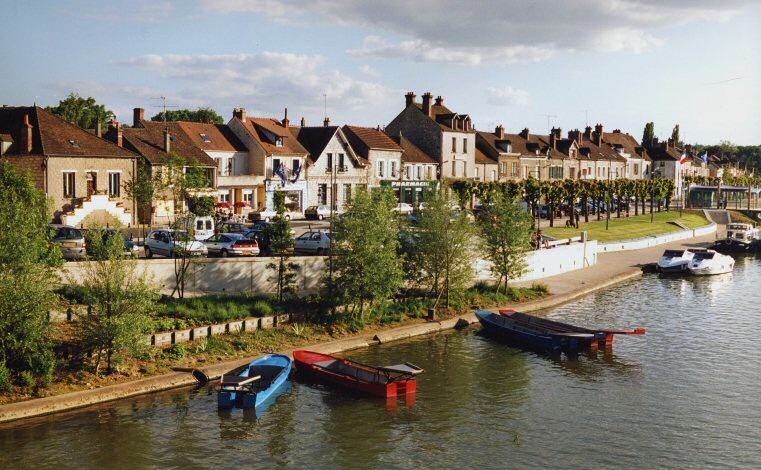
Saint-Mammès
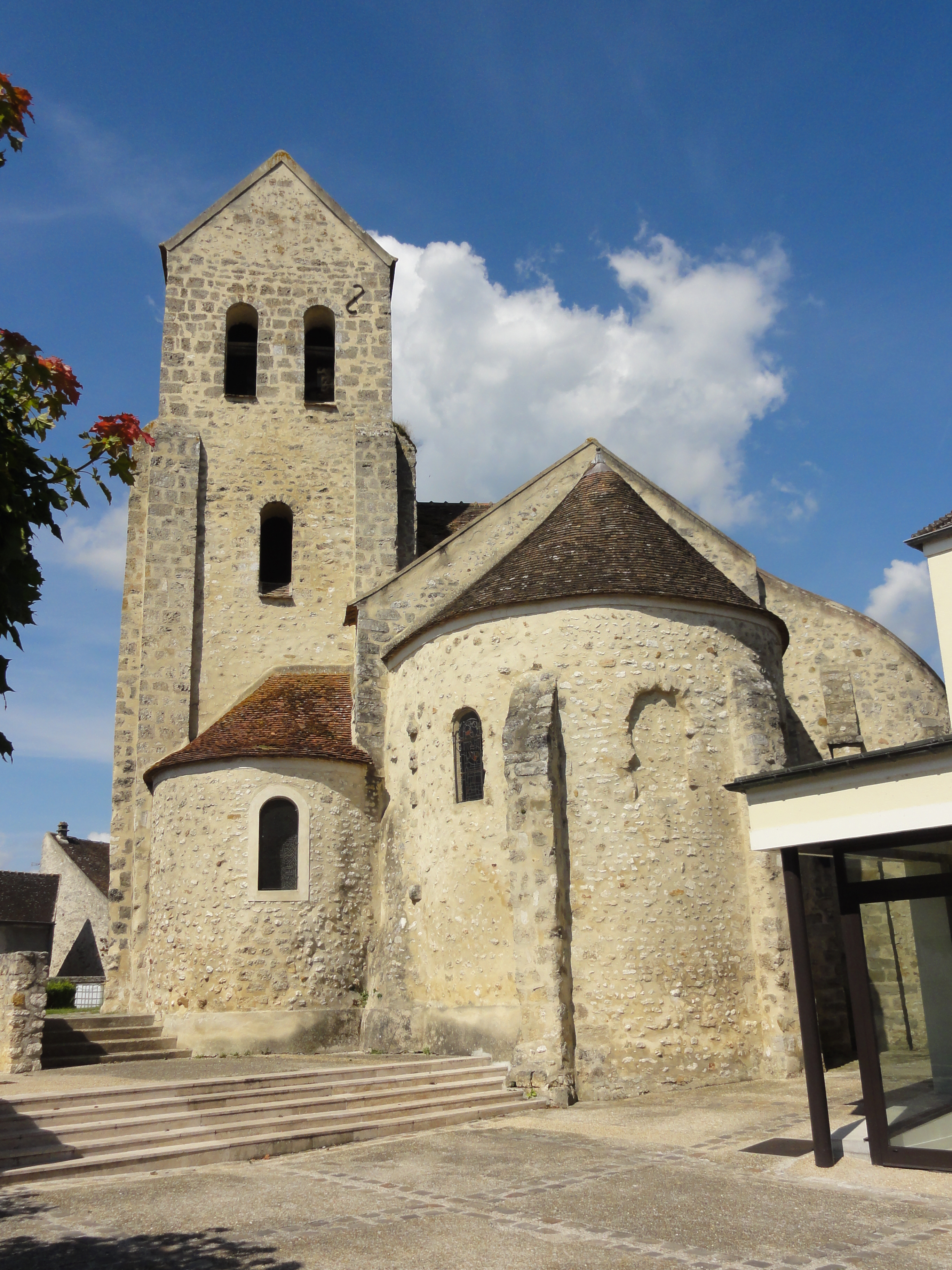
Kerk van Saint-Mammès
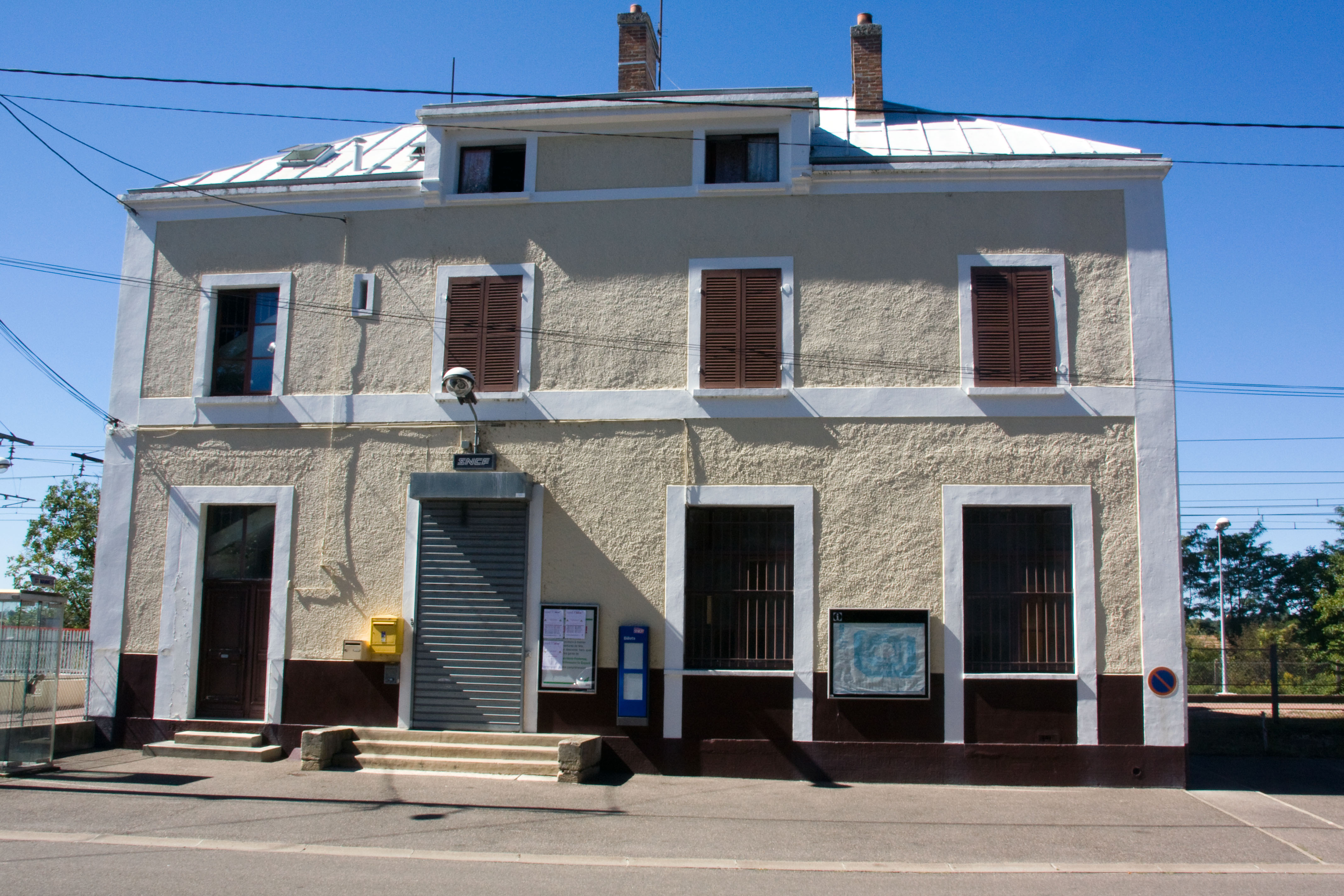
Station van Saint-Mammès
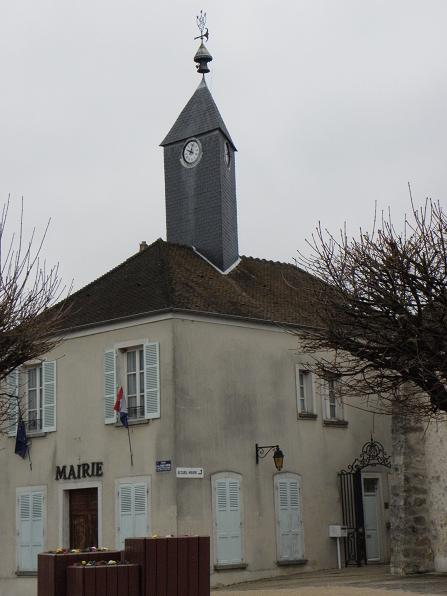
Gemeentehuis

## Geografie
De oppervlakte van Saint-Mammès bedraagt 2,2 km², de bevolkingsdichtheid is 1401,8 inwoners per km².
De onderstaande kaart toont de ligging van Saint-Mammès met de belangrijkste infrastructuur en aangrenzende gemeenten.

## Demografie
Onderstaande figuur toont het verloop van het inwonertal (bron: INSEE-tellingen).